# Kościesze
Kościesze – wieś w Polsce położona w województwie mazowieckim, w powiecie pułtuskim, w gminie Świercze. Ma status sołectwa.
| SIMC    | Nazwa     | Rodzaj    |
| ------- | --------- | --------- |
| 0128540 | Śmietanki | część wsi |

W latach 1975–1998 miejscowość administracyjnie należała do województwa ciechanowskiego.